# Gastón Gaudio
Gastón Norberto Gaudio (* 9. prosince 1978, Temperley, Buenos Aires, Argentina) je bývalý profesionální argentinský tenista. Byl to antukový specialista, který za svou kariéru vyhrál 8 turnajů ATP ve dvouhře a 3 turnaje ve čtyřhře. Jeho největším úspěchem je vítězství na grandslamovém turnaji French Open v roce 2004.
Nejlepšího umístění na žebříčku ATP dosáhl v květnu 2005 - 5. místo.

## Tenisová kariéra
Gaudio začal hrát tenis v šesti letech. V juniorské kategorii byl na druhém místě v Argentině (za Marianem Zabaletou). Profesionálem se stal v roce 1996 a v roce 1998 vyhrál dva challengery - Santa Cruz, Bolívie (porazil Luise Adriana Morejona) a v Santiagu (porazil Karima Alamiho).
V roce 1999 vyhrál další dva challengery v Nice a Espinhu. Jeho první významnější úspěch byl postup do třetího kola French Open (do hlavní soutěže postoupil z kvalifikace, takže v soutěži vyhrál celkem pět zápasů). Ve třetím kole prohrál s tehdejší světovou šestkou Alexem Corretjou.
V roce 2000 vyhrál Gaudio jediný challenger v Braunschweigu (porazil Franca Squillariho 6-4 6-7(2) 6-4). Byl v semifinále v Santiagu a Aucklandu, nejdůležitějším momentem sezony byla semifinálová účast na turnaji AMS Monte Carlo, kde porazil Marata Safina, Felixe Mantillu, Juliena Bouttera a Juana Carlose Ferrera bez ztráty setu, než v semifinále prohrál s Dominikem Hrbatým. Byl ve finále turnaje ve Stuttgartu, kde prohrál v pěti setech s Francem Squillarim a zúčastnil se olympijských her v Sydney, kde ale prohrál v prvním kole s Vladimirem Voltchkovem.
V roce 2001 byl poprvé členem argentinského daviscupového týmu a pomohl Argentině k návratu do Světové skupiny. Byl ve finále ve Viňa del Mar, kde prohrál s Guillermem Coriou. Se stejným hráčem se utkal i ve čtvrtfinále turnaje v Buenos Aires - v bouřlivém zápase se oba navzájem uráželi jak slovně, tak gestikulací. Po vítězství nad Coriou Gaudio prohrál v semifinále s José Acasusem. Na tvrdém povrchu se dostal do čtvrtfinále Miami Masters, když porazil mimo jiné i Jevgenije Kafelnikova a Juana Carlose Ferrera.
Rok 2002 byl pro Gaudia úspěšným zejména v Davis Cupu, kde v pátém zápase porazil Iva Karloviće a zajistil tak Argentině semifinálovou účast. Vyhrál svůj první turnaj na okruhu ATP, když v Barceloně neztratil ani set, v semifinále porazil světovou jedničku Lleytona Hewitta a ve finále jasně přehrál Alberta Costu 6-4 6-0 6-2 (Costa se později toho roku stal šampiónem French Open). Hned týden nato vyhrál druhý titul na Mallorce, kde v semifinále porazil světovou dvojku Gustava Kuertena a ve finále Fina Jarkka Nieminena 6-2, 6-3. Na French Open se dostal do čtvrtého kola, prohrál s Juanem Carlosem Ferrerem 6-7 6-1 6-7 6-2 6-4, přestože v pátém setu vedl už 4-1. Poté byl ve finále v Gstaadu a semifinále v Kitzbühelu, oba zápasy prohrál s Alexem Corretjou.
V roce 2003 nevyhrál Gaudio žádný titul. Byl v semifinále na Hamburg Masters (všichni čtyři semfinalisté byli Argentinci - Coria, Gaudio, Nalbandian a Calleri).
Rok 2004 začal Gaudio pomalu, byl ve finále v Barceloně, kde prohrál v pěti setech s Tommym Robredem. Na French Open byl jako čtyřicátý čtvrtý hráč žebříčku nenasazený. Porazil v pěti setech Argentince Guillerma Cañase, poté opět v pěti setech Jiřího Nováka a po výhrách nad Thomasem Enqvistem, Igorem Andrejevem a Lleytonem Hewittem se dostal do semifinále (tři ze čtyř semifinalistů byli Argentinci), kde porazil ve třech setech Davida Nalbandiana. Ve finále proti Guillermu Coriovi prohrál první dva sety, ale zápas otočil a vyhrál French Open 0-6 3-6 6-4 6-1 8-6. Po Guillermu Vilasovi, který vyhrál French Open roku 1977, se stal druhým Argentincem, který tento Grand Slam vyhrál. Stal se také prvním mužem, který vyhrál Grand Slam poté, co prohrál úvodní set 0-6, nejníže umístěným hráčem na žebříčku, který kdy vyhrál Grand Slam a prvním mužem po sedmdesáti letech, který vyhrál Grand Slam, přičemž odvrátil ve finále match ball. Poprvé v kariéře se dostal do první desítky žebříčku. Dostal se do dalších tří finále v Bastadu, Stuttgartu a Kitzbühelu. Kvalifikoval se na Masters Cup, kde ale nevyhrál ani jeden ze tří zápasů základní skupiny.
V roce 2005 vyhrál pět turnajů, na antuce byl s rekordem 42-8 druhý za Nadalem. Na French Open prohrál ve čtvrtém kole s Davidem Ferrerem v pěti setech, přestože v pátém setu vedl 4-0. Kvalifikoval se na Masters Cup a postoupil ze základní skupiny, kde porazil Mariana Puertu a Fernanda Gonzáleze (prohrál jen s Nikolajem Davyděnkem). V semifinále však prohrál s Rogerem Federerem dvakrát 0-6.
Rok 2006 pro Gaudia nebyl úspěšný, nejlepšími výsledky byly semifinálové účasti v Acapulcu a na Monte Carlo Masters. V žebříčku se propadl z první desítky (kde byl po osmnáct měsíců) na třicáté čtvrté místo.
Jeho koučem je bývalý argentinský tenista Franco Davín.

## Finálové účasti na turnajích Grand Slamu (1)

### Vítězství (1)
| Rok  | Turnaj      | Soupeř ve finále | Výsledek                |
| 2004 | French Open | Guillermo Coria  | 0-6, 3-6, 6-4, 6-1, 8-6 |

## Finálové účasti na turnajích ATP (19)

### Dvouhra - výhry (8)
| Č. | Datum             | Turnaj                  | Povrch | Soupeř ve finále   | Výsledek                |
| 1. | 28. duben 2002    | Barcelona, Španělsko    | antuka | Albert Costa       | 6-4, 6-0, 6-2           |
| 2. | 5. květen 2002    | Mallorca, Španělsko     | antuka | Jarkko Nieminen    | 6-2, 6-3                |
| 3. | 6. červen 2004    | French Open, Francie    | antuka | Guillermo Coria    | 0-6, 3-6, 6-4, 6-1, 8-6 |
| 4. | 6. únor 2005      | Viña del Mar, Chile     | antuka | Fernando González  | 6-3, 6-4                |
| 5. | 13. únor 2005     | Buenos Aires, Argentina | antuka | Mariano Puerta     | 6-4, 6-4                |
| 6. | 1. květen 2005    | Estoril, Portugalsko    | antuka | Tommy Robredo      | 6-1, 2-6, 6-1           |
| 7. | 10. červenec 2005 | Gstaad, Švýcarsko       | antuka | Stanislas Wawrinka | 6-4, 6-4                |
| 8. | 31. červenec 2005 | Kitzbühel, Rakousko     | antuka | Fernando Verdasco  | 2-6, 6-2, 6-4, 6-4      |

### Dvouhra - prohry (8)
| Č. | Datum             | Turnaj               | Povrch | Soupeř ve finále | Výsledek                |
| 1. | 23. červenec 2000 | Stuttgart, Německo   | antuka | Franco Squillari | 2-6, 6-3, 6-4, 4-6, 6-2 |
| 2. | 18. únor 2001     | Viña del Mar, Chile  | antuka | Guillermo Coria  | 4-6, 6-2, 7-5           |
| 3. | 14. červenec 2002 | Gstaad, Švýcarsko    | antuka | Àlex Corretja    | 6-3, 7-63, 7-63         |
| 4. | 2. květen 2004    | Barcelona, Španělsko | antuka | Tommy Robredo    | 6-3, 4-6, 6-2, 3-6, 6-3 |
| 5. | 11. červenec 2004 | Båstad, Švédsko      | antuka | Mariano Zabaleta | 6-1, 4-6, 7-64          |
| 6. | 18. červenec 2004 | Stuttgart, Německo   | antuka | Guillermo Cañas  | 5-7, 6-2, 6-0, 1-6, 6-3 |
| 7. | 25. červenec 2004 | Kitzbühel, Rakousko  | antuka | Nicolás Massú    | 7-63, 6-4               |
| 8. | 24. červenec 2005 | Stuttgart, Německo   | antuka | Rafael Nadal     | 6-3, 6-3, 6-4           |

### Čtyřhra - výhry (3)
| Č. | Datum             | Turnaj               | Povrch | Partner            | Soupeři ve finále                 | Výsledek         |
| 1. | 15. únor 2004     | Viña del Mar, Chile  | antuka | Juan Ignacio Chela | Nicolás Lapentti Martin Rodriguez | 7-62, 7-63       |
| 2. | 18. duben 2004    | Estoril, Portugalsko | antuka | Juan Ignacio Chela | František Čermák Leoš Friedl      | 6-2, 6-1         |
| 3. | 23. červenec 2006 | Stuttgart, Německo   | antuka | Max Mirnyj         | Yves Allegro Robert Lindstedt     | 7-5, 6-74, 12-10 |

## Davisův pohár
Gastón Gaudio se zúčastnil 9 zápasů v Davisově poháru za tým Argentiny s bilancí 13-3 ve dvouhře.